# Sütő András-díj
A Sütő András-díjat 2007 óta ítéli oda évente egy személy részére az Anyanyelvápolók Erdélyi Szövetsége (AESZ). A kitüntetést azon nyelvészek, nyelvművelők vagy közéleti személyiségek kaphatják, akik a magyar nyelv tisztaságának megőrzéséért, az anyanyelvi kultúra ápolásáért, a magyarul beszélők anyanyelv-használati jogaiért munkálkodnak.
Az AESZ korábbi Nyelvőrzés Díjának nevét Sütő András munkásságának tiszteletére nevesítette: Sütő András - díj, a nyelvőrzés díja.

## Díjazottak
- 2007 Böjte Csaba[1][2]
- 2008 Brauch Magda[3]
- 2009 Gazda József[4]
- 2010 Katona Ádám